# المرأة في الكويت

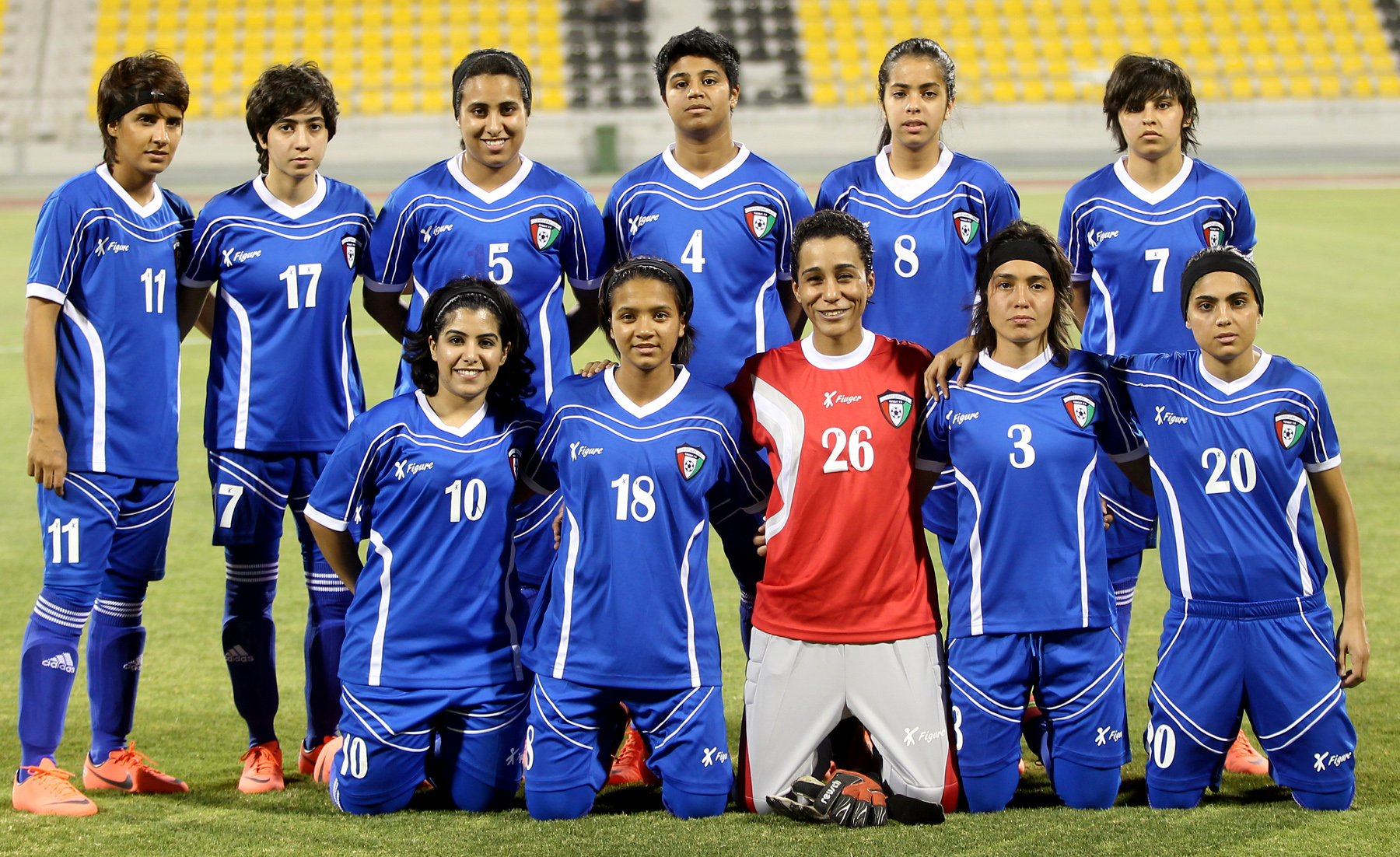
فريق كرة القدم النسائي الكويتي 2012

المرأة في الكويت حظيت، منذ منتصف القرن العشرين، باهتمام متزايد في ما يخص النهوض بحقوقها السياسية والاقتصادية والاجتماعية والثقافية . فمنذ ذلك الحين، حظيت المرأة بفرص أوسع في التعليم، واكتسبت حقوقًا سياسية،  ففي عام 2005، تم ضمان حق التصويت للمرأة في الكويت، وأصبحت تتمتع بقوة مالية. كما أصبح من حق النساء العمل في الشرطة والجيش وتولي منصب القاضي في المحاكم. وقد كان للحركة النسوية الكوبتية، التي تعود جذورها إلى سنوات السبعينات، تأثيرها الكبير طوال القرن العشرين. لم تلجأ المرأة الكويتية في المطالبة بحقها إلى العنف أو التظاهر أو فرض الواقع، وإنما اخذت الأمور (كأكثر التطورات في الكويت) تمضي بتدرج عبر حوار هادئ، على الرغم من وجود مقاومة مثلتها بعض الجمعيات الدينية، فلم يخرج الأمر عادة عن كتابة المقالات ومع هذا وجد بين الفتيات انفسهن من تعارض السفور وتدعو إلى المزيد من التريث والتدرج. ومع ذلك، لا تزال النساء في الكويت يواجهن ثقافة أبوية تميّز ضدهن في عدة مجالات. وتتعرض النساء من فئة البدون (عديمات الجنسية) لخطر كبير يتمثل في انتهاكات جسيمة لحقوق الإنسان والاضطهاد. وتضم الكويت أكبر عدد من البدون في المنطقة بأكملها.

## تاريخ

### قبل اكتشاف النفط
منذ القرن السابع عشر وحتى اكتشاف النفط في أواخر الأربعينيات من القرن العشرين، اعتمد اقتصاد الكويت بشكل كبير على التجارة البحرية والغوص والرعي. وأثناء انشغال الرجال بالأسفار البحرية، تولّت النساء إدارة شؤون المنازل، والسيطرة على شؤون الأسرة والمال. بالنسبة للأسر التي كانت لها قدرة ماديًا، بُنيت المنازل مع فناء داخلي تقضي فيه النساء معظم وقتهن. وقد ساهم هذا التصميم، إلى جانب النوافذ العالية والتي تفتح للفناء الداخلي بدلًا من الشارع، في عزل النساء عن الرؤية العامة. كما كانت مشاركة النساء من الطبقة العليا في الحياة العامة محدودة للغاية. وقد ذكر الدكتور محمد عبد الله أبو علي أن مداخل بيوت الحريم كانت تصنع على شكل زاوية حادة لتمنع رؤية من بالداخل عن العابرين، وقد وضعت اسطورة لتبرير هذا الوضع فقيل ان المدخل يبنى على هذا الشكل لرد الأرواح الشريرة عن الدخول، اذ تسيرهذه الأرواح -حسب تلك الخرافات- في خط مستقيم. إلا أن النساء من الطبقات الدنيا عشن تجربة أقل عزلة بكثير؛ إذ كن يذهبن يوميًا إلى السوق، ويجلبن مياه الشرب، ويغسلن ملابس أسرهن بانتظام على الشاطئ.
بدأت الفتيات الكويتيات تعلّم القرآن الكريم سنة 1916 مع إنشاء أول مدرسة قرآنية. وبعد ذلك، بدأت العديد من النساء ذوات الدخل المحدود العمل كمعلمات للتربية الإسلامية. أُنشئت أول مدرسة خاصة عام 1926، وكانت تدرّس القراءة والكتابة والتطريز. أما التعليم العمومي فقد بدأ سنة 1937، لكن الإقبال عليه ظل منخفضًا لبعض الوقت؛ غير أنه بحلول أربعينيات القرن العشرين كانت العديد من الفتيات الكويتيات ملتحقات بالمدارس الابتدائية. وغالبًا ما كانت النساء أنفسهن من يدفعن نحو هذه الإصلاحات التعليمية وتوسيع فرص التعلم، وفي عام 1956 أقدمت مجموعة من الشابات على حرق العباءة احتجاجًا للمطالبة بحقهن في السفر إلى الخارج من أجل الدراسة. كانت فاطمة عبد الكريم الشطي، هي أول فتاة تعمل بالوظائف العامة وكانت تعمل في دائرة الصحة. مريم عبد الملك الصالح، التي اولاها والدها عناية خاصة، كما نصادف حتى حفظت القرآن الكريم عند (المطوعة) ونهلت من مكتبة ابيها حتى إذا ما فتحت أول مدرسة بنات في الكويت سنة 1937 اكتشف المشرفون على المدرسة ان مريم تصلح لان تقوم بالتعليم فيها، فصارت أول مدرسة كويتية. يعتبر الشاعر مساعد الرفاعي (1883 - 1936) من أوائل المنادين بتعليم المرأة في الكويت.

## الحركة النسائية في الكويت

### تأسيس الجمعيات
بدأ النشاط النسوي في الكويت خلال خمسينيات القرن العشرين مع تأسيس العديد من الجمعيات النسائية (اللجان النسائية). أنشأت نورية السداني أولى هذه الجمعيات تحت اسم "جمعية النهضة العربية النسائية" سنة 1962، والتي عُرفت لاحقًا باسم "جمعية النهضة الأسرية". وفي فبراير 1963 تأسست "جمعية الثقافة الاجتماعية النسائية". كما تأسس عام 1975 "نادي الفتاة" الذي ركّز على دعم الرياضة النسائية. وفي عام 1971، أطلقت السداني، بصفتها رئيسة "جمعية النهضة العربية النسائية"، حملة وطنية للمطالبة بحق المرأة في التصويت، غير أن اقتراحها الأول رُفض من قبل مجلس الأمة. 
خلال الحقبة القومية الليبرالية في خمسينيات وستينيات القرن العشرين، اعتُبر تخلي المرأة الكويتية عن الحجاب جزءًا طبيعيًا من مسار التقدم الذي عرفته البلاد كدولة مستقلة حديثًا؛ إذ قامت ناشطات كويتيات مثل لولوة القطامي وفاطمة حسين بحرق الحجاب والعباءة علنًا. في تلك الفترة، لم تكن غالبية النساء الكويتيات يرتدين الحجاب، بل كانت التنانير القصيرة أكثر شيوعًا في جامعة الكويت خلال الستينيات ومعظم السبعينيات. غير أنّ هذا الاتجاه بدأ في التراجع مع تزايد المدّ الإسلامي في المجتمع الكويتي، ليصبح ارتداء الحجاب هو القاعدة بحلول منتصف التسعينيات. وفي عام 1978، أسست الشيخة لطيفة الصباح، زوجة الأمير سعد العبد الله السالم الصباح آنذاك، جمعية الرعاية الإسلامية بهدف نشر القيم الإسلامية وأنماط السلوك المرتبطة بها. ومع ذلك، شهدت العقود الأخيرة تزايدًا في عدد النساء الكويتيات اللواتي اخترن عدم ارتداء الحجاب، ومن بينهن ابنة القيادي في جماعة الإخوان المسلمين طارق السويدان.

### أول ندوة لمناقشة قضية السفور في الكويت
في سنة 1953 عقدت أول ندوة لمناقشة قضية السفور في الكويت من صاحبات الأمر وهن النساء، وإطلاق اسم (الندوة) هو من قبيل المجاز أو التسامح، فلم يحدث ان اجتمعت المتحدثات في مكان عان مع جمهور من المستمعين لعرض الرأي ومناقشته، وإنما اجتمعت بعض الآنسات في بيت إحداهن، وتناقشن حول القضية وإصدرن صورة كتابة لاقوالهن، وهذه الصورة هي التي ذاع من خلالها أمر الندوة إذ نشرتها إحدى الصحف والحديث في النص المنشور يتجه إلى القراء لا إلى المستمعين بما يكشف عن طيبعة الندوة وكيفيتها. المشاركون في الندوة هن: شيخة الحميضي، غنية المرزوق، هند سليمان المسلم، شيخة أحمد العناجر

### أول مظاهرة نسائية
أول مظاهرة نسائية في تاريخ المرأة الكويتية في 27 يونيو1961 تأييداً لاستقلال البلاد واحتجاجاً على منكريه، وقد اقترنت الصحوة السياسية دائما بالتغيير الاجتماعي وخروج النساء في مصر في مظاهرة سنة 1919م كان اعترافاً شعبياً بضرورة رفع الحجاب والسماح بالمشاركة العامة، وقد تكرر هذا الأمر هنا وبنفس الطريقة ولنفس الأهداف وهي تدعيم الاستقلال وإشعار الآخرين بأن القضايا العامة المصرية ليست لمكاً للرجال وحدهم.
وبعدها خرجت مظاهرات وكذلك قبلها ايضاً ولكنها كانت وقفا على طالبات المدارس، اما هذه الحركة الجماعية النسوية فهي من صنع ربات البيوت المطالبات بالحرية، حرية التفكير وحرية العمل وحرية الحركة، وقد صار الأمر ممكناً بعدها، لان الدولة أصبحت تستدعي وتشجع قيام التنظيمات التي تناسب العصر، ولأن التعليم آتى بعض ثماره، ولأن المجتمع صار أكثر تقبلاً للانفتاح ومسايرة الاوضاع العصرية.

### أثناء الحرب
أثناء الغزو العراقي للكويت (1990–1991)، لعبت النساء دورًا بارزًا في المقاومة، سواء في دعم العمل المسلح أو في مساندة الهاربين من الاحتلال. عززت هذه التجربة وعي المرأة السياسي ووحّدت صفوفها. وبعد الحرب، استمرت المظاهرات للمطالبة بحقوق المرأة طوال التسعينيات، وشهدت البلاد تحوّلًا سياسيًا بدعم عدد من الشخصيات المؤثرة لهذه المطالب، أبرزهم الأمير جابر الأحمد الصباح الذي حاول عام 1999 إصدار مرسوم يمنح المرأة حق التصويت والترشح، غير أن المرسوم أُلغي لاحقًا من البرلمان المنتخب في نوفمبر من العام نفسه.

### احتجاجات الألفية الجديدة
تواصلت الاحتجاجات خلال الألفية الجديدة ووصلت لذروتها في مظاهرة داخل مبنى مجلس الأمة عام 2004. وفي مايو 2005، أقر البرلمان الكويتي منح المرأة حقوقًا سياسية كاملة في التصويت والترشح. جرت أول انتخابات تشارك فيها النساء كناخبات ومرشحات في يونيو 2006. وفي 2009، فازت أربع نساء بعضوية مجلس الأمة هن: معصومة المبارك (أول وزيرة كويتية)، أسيل العوضي، رولا دشتي، وسلوى الجسار. وفي عام 2012، صدر حكم قضائي مكّن النساء من تولي المناصب القضائية العليا، وتلاه تعيين 22 امرأة كوكيلات نيابة في 2014. كما سمح تعديل سياسة وزارة الأوقاف والشؤون الإسلامية في 2018 بتعيين النساء في مناصب قيادية. وفي ديسمبر 2019، تم تعيين ثلاث سيدات في مناصب وزارية، بينها أول وزيرة مالية في منطقة الخليج. وفي 30 يونيو 2020، صادق النائب العام الكويتي ضرار العسعوسي على ترقية ثماني وكيلات نيابة إلى منصب القاضي، وأُديت اليمين الدستورية في 3 سبتمبر 2020، لتصبح أول دفعة من القاضيات في تاريخ الكويت.
الانتخابات البرلمانية الكويتية 2024 ومشاركة المرأة
شهدت انتخابات مجلس الأمة الكويتي لعام 2024 مشاركة ملحوظة للنساء سواء كناخبات أو مرشحات، إذ أشار مراقبون إلى أن الإقبال النسائي كان جيدًا بالرغم من ضعف تمثيل المرأة في المجلس السابق. عبّرت بعض الناخبات عن أملهن في أن يسهم المجلس الجديد في تعزيز الإصلاحات السياسية وتجاوز الخلافات بين السلطتين التشريعية والتنفيذية. وعلى الرغم من التوقعات المحدودة بفوز مرشحة واحدة فقط، فقد حظيت المرشحة جنان بوشهري بدعم شريحة واسعة من المواطنين بفضل قدرتها على طرح القضايا بجرأة ووضوح، وتمكنت من الاحتفاظ بالمقعد النسائي الوحيد في المجلس للدورة الثانية على التوالي، مما يعكس استمرار التحديات المتعلقة بتمثيل المرأة في البرلمان الكويتي. 

## الجمعيات النسائية في الكويت
- الجمعية الثقافية الاجتماعية النسائية، وهي أول تنظيم نسائي، إذ اشهرت في 10 فبراير عام 1963م

- جمعية النهضة الاسرية (جمعية النهضة العربية النسائية العربية سابقاً). وقد اشهرت في أعقاب سابقتها بتاريخ 17 فبراير1963م، وهاتان الجمعيتان تستقطبان جهود المرأة المثقفة في الكويت، وتشارك فيهما سيدات المجتمع اللامعات
- جمعية المرشدات الكويتية التي أسست واشهرت في 23 مايو1962 وبذلك سبقت شبيهتها جمعية الكشافة الكويتية بأربع سنوات كاملة.

- شعبة من جمعية الهلال الأحمر الكويتي خاصة بالمرأة تحت شعار (اللجنة النسائية) وقد أسست جمعية الهلال الاحمر الكويتي في 16 يناير1966م
- جمعيات أخرى مثل جمعية المعلمين، وجمعية الصحفيين وجمعية الخريجين ورابطة الاجتماعيين تشهد مشاركة نسائية إيجابية واضحة

## الديموغرافيا والإحصاءات

### المؤشرات الديموغرافية والاقتصادية
وفقًا لتقرير التنمية البشرية الصادر عن برنامج الأمم المتحدة الإنمائي لعام 2019، جاءت المؤشرات الديموغرافية والاقتصادية للنساء والرجال في الكويت على النحو التالي:
| المؤشر                                                 | النساء   | الرجال   |
| ------------------------------------------------------ | -------- | -------- |
| متوسط العمر المتوقع عند الولادة                        | 76.5 سنة | 74.7 سنة |
| معدل وفيات البالغين                                    | 56%      | 92%      |
| عدد سنوات التعليم المتوقع في المستقبل                  | 14.3 سنة | 12.9 سنة |
| متوسط سنوات التعليم الحالي                             | 8.0      | 6.9      |
| التعليم الثانوي (% من السكان)                          | 56.8%    | 49.3%    |
| معدل الولادة بين المراهقات (لكل 1000 امرأة 15–19 سنة)  | 8.2      | غير متاح |
| متوسط الدخل القومي للفرد (بالدولار الأمريكي، 2011 PPP) | 49,075   | 85,615   |
| معدل المشاركة في القوى العاملة                         | 57.5%    | 85.3%    |

### التصنيفات الدولية
تفاوت ترتيب الكويت في المؤشرات العالمية المتعلقة بالفجوة بين الجنسين عبر السنوات. ففي عام 2014، احتلت الكويت المرتبة 113 من أصل 142 دولة في تقرير الفجوة العالمية بين الجنسين، ويعزى تحسن ترتيبها آنذاك إلى الزيادة الكبيرة في مؤشر الدخل الإجمالي. وفي عام 2015، جاءت في المرتبة 117 من أصل 145 ضمن المؤشر العالمي للفجوة بين الجنسين. بحلول عام 2020، تراجعت الكويت إلى المرتبة 122 من أصل 153 عالميًا في التقرير ذاته، حيث جاءت في المراتب التالية ضمن المؤشرات الفرعية:
| المؤشرات الفرعية | 2020       | 2021       |
| ---------------- | ---------- | ---------- |
| التمكين السياسي  | 142 من 152 | 153 من 156 |
| الصحة والبقاء    | 143 من 153 | 94 من 156  |
| الفرص الاقتصادية | 120 من 153 | 137 من 156 |
| التحصيل التعليمي | 57 من 153  | 59 من 156  |

## الأحكام القانونية

### المواطنة
يمنح قانون الجنسية الكويتي لعام 1959 الرجال والنساء حقوقًا متساوية في الاحتفاظ بجنسيتهم، إلا أن الجنسية تُمنح تلقائيًا للأطفال فقط إذا كان الأب كويتيًا. أما الأم الكويتية، فلا تنتقل جنسيتها تلقائيًا إلى أطفالها إلا في حالات استثنائية، مثل الأب المجهول أو الطلاق أو الترمل. كما لا تمنح المواطنة للأزواج غير الكويتيين للمرأة الكويتية، إذ يجب عليهم التقدم للحصول على الإقامة، بخلاف الزوجات غير الكويتيات للرجال الكويتيين اللواتي يحصلن على الإقامة تلقائيًا ومسار نحو الجنسية بعد 15 إلى 18 عامًا. ونتيجة لذلك، يواجه الزوج غير الكويتي وأطفاله من الزوجة الكويتية حرمانًا من العديد من الحقوق الوظيفية والعائلية وغيرها. في عام 2024، تم تعديل قانون الجنسية الكويتي ليحظر اكتساب الجنسية عن طريق الزواج. قبل ذلك، كان بإمكان المرأة الحصول على الجنسية من خلال الزواج برجل كويتي بعد خمس سنوات بموجب المادة 7. 

### قانون الأسرة
يخضع قانون الأحوال الشخصية الكويتي لعام 1984، المستند إلى الفقه السني (المالكي)، لأحكام الشريعة الإسلامية بالنسبة للمواطنين والمقيمين المسلمين، مع وجود اختلافات بين السنة والشيعة، حيث تطبق المحاكم الجعفرية على الطائفة الشيعية. أما غير المسلمين، فلهم محاكم مدنية خاصة بهم. فيما يتعلق بالزواج، لا يجوز للمرأة المسلمة الزواج دون إذن ولي أمرها الذكر، ولا يجوز لها الزواج من غير المسلم. كما يُشترط وجود شهود ذكور لعقد الزواج، في حين لا يُعتد بشهادة النساء أو تُقبل بشكل ناقص بحسب السياق القانوني. الحد الأدنى لسن الزواج للنساء هو 15 عامًا بموافقة الولي. ويُسمح بتعدد الزوجات قانونيًا حتى أربع زوجات، دون أن يكون للزوجة رأي في الأمر، وإن كان هذا الأمر غير شائع اجتماعيًا. كما قد تحدث حالات زواج بالإكراه (الإجبار)، وغالبًا ما تواجه محاولات إبطاله من قبل الزوجة ضغوطًا شديدة أو تهديدات بالملاحقة. . 
فيما يخص الطلاق، يحق لكل من الزوجين طلبه، إذ يمكن للزوج تطليق زوجته بإرادته (الطلاق)، في حين لا تستطيع الزوجة طلب الفسخ إلا بشروط محددة مثل عدم النفقة أو الغياب الطويل أو ارتكاب جرائم أو الردة أو الإصابة بأمراض مزمنة أو مميتة. كما يمكن للمرأة طلب الخلع برد المهر أو ما يعادله بموافقة الزوج. أما في حضانة الأطفال، فإن الولاية القانونية تكون للأب غالبًا، وفي حالة الطلاق تبقى الحضانة الفعلية مع الأم حتى بلوغ الأطفال سنًا معينًا. وفي حال زواج الأم مرة أخرى أو اتهامها بالزنا، تفقد حقها في الحضانة.
الإجهاض مقيد بشدة في الكويت، ولا يُسمح به إلا حتى الأسبوع السابع عشر من الحمل لأسباب صحية تخص الأم أو في حال وجود تشوهات جنينية خطيرة. أما الحالات الناتجة عن الاغتصاب أو زنا المحارم أو الظروف الاقتصادية والاجتماعية فلا تعد مبررًا قانونيًا. أي إجهاض خارج هذه الشروط يعد جريمة جنائية تصل عقوبتها إلى السجن من 3 إلى 15 عامًا.
في الميراث، يحصل الرجل المسلم على ضعف نصيب المرأة إذا كان في نفس درجة القرابة، كما أن الزوجة الأرملة لا تحصل على نفس النصيب الذي يحصل عليه الزوج الأرمل.

## أبرز الشخصيات النسائية

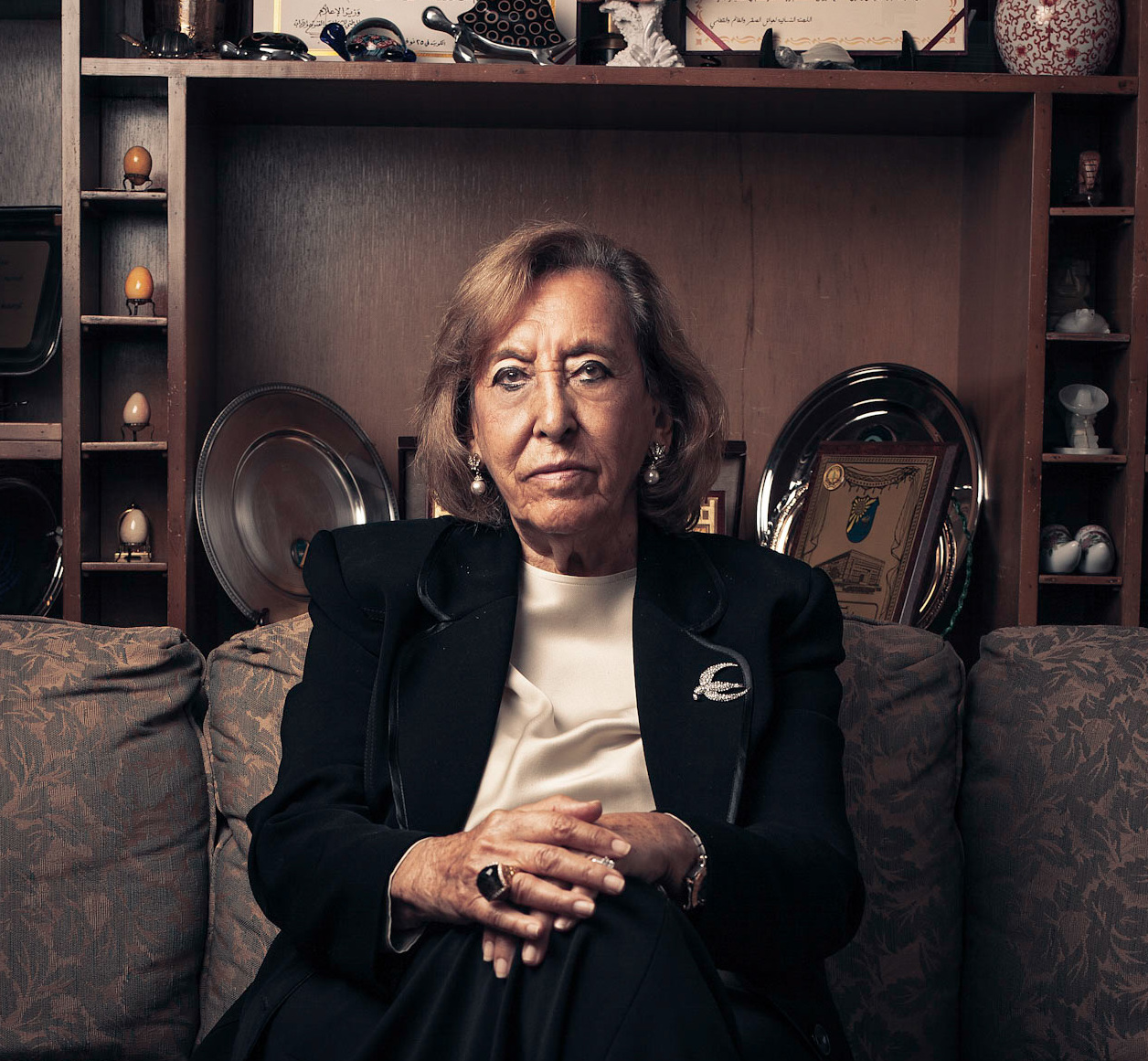
لولوة القطامي، ناشطة نسائية إحدي مؤسسين الجمعية الثقافية الاجتماعية النسائية

### في الدفاع عن الحقوق
- لولوة القطامي (1931 -) أول كويتية تسافر للدراسة في الخارج، غادرت الكويت في 12 يونيو 1955 للحصول على شهادة في التربية. عند عودتها، شاركت مع عدد من الكويتيات في تأسيس «جمعية الثقافة الاجتماعية النسائية» عام 1963. لعبت هي والجمعية دورًا محوريًا في النهوض بالمرأة منذ ستينيات القرن العشرين، حيث عملن على تعبئة النساء، وزيادة الوعي، والعمل الخيري.
- خديجة المحميد: ناشطة كويتية في مجال حقوق المرأة، وكاتبة وشخصية عامة من أصول إيرانية. أعادت أعمالها صياغة الرؤية الفكرية للمرأة الكويتية فيما يتعلق بحقوق التصويت وغيرها من حقوق الإنسان.
- فريحة الصقعبي: ناشطة نسوية ومدافعة عن المجتمع المدني. أسست عام 2002 منظمة «لوياك» بالتعاون مع ست نساء كويتيات، وهي منظمة إقليمية غير حكومية تهدف إلى إعداد أجيال من القادة المؤثرين عالميًا، وإعادة تصور المجتمع بحيث يركز على تمكين الشباب والنساء والأطفال في عالم دائم التغير وسوق عمل متزايد التحديات.

### في السياسة
- معصومة المبارك: (1947 -) أول وزيرة في تاريخ الكويت (وزارة التخطيط ووزيرة دولة لشئون التنمية الإدارية سنة 2005)[16]جنان بوشهري، سياسية، عضو بمجلس الأمة، وزيرة دولة

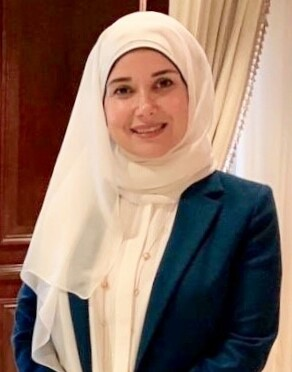
جنان بوشهري، سياسية، عضو بمجلس الأمة، وزيرة دولة

- رولا دشتي: ا (1964 -) سياسية، شغلت مناصب حكومية، الأمينة التنفيذية للجنة الاقتصادية والاجتماعية لغربي آسيا [17]
- جنان بوشهري، (1973 - )؛ سياسية، عضو بمجلس الأمة، وزيرة دولة لشؤون الإسكان في الكويت، ما بين عامي 2017 - 2019 [18]

### في ريادة الأعمال
- ماجدة الصباح (1970- ) رائدة أعمال أسست مبادرة ASAP، وهي حملة خاصة ملتزمة بزيادة الوعي بالصحة العقلية وإزالة الوصمة عن الصحة العقلية في الكويت. .[18]
- غصون الخالد رئيسة مجلس الإدارة لشركة المباني نائبة الرئيس التنفيذي لشركة أسيكو للصناعات
- رنا النيباري، المديرة العامة للمركز العلمي في الكويت، وهي مؤسسة توصل العلوم والتكنولوجيا والهندسة والرياضيات إلى عامة الناس.
- منتهى العجيل، مصممة أزياء [19] بشاير الصباح، سيدة أعمال والرئيسة الفخرية لمجلس الأزياء العربي في الكويت[20]
- نور القطامي سيدة أعمال ومؤسسة شركة سيفكو

### في الأدب والفن والإعلام
- هدى أشكناني: شاعرة

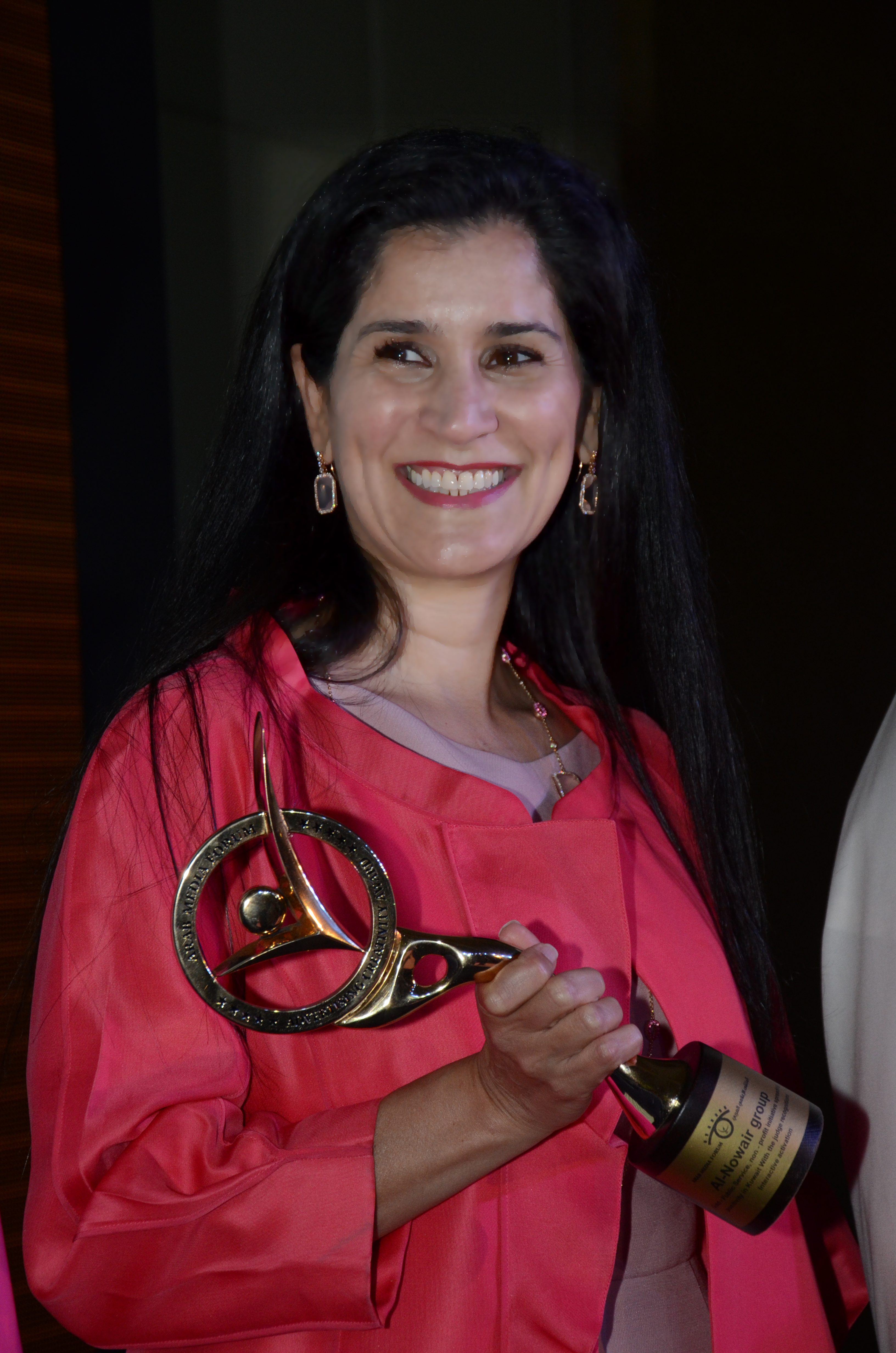
الشيخة انتصار سالم العلي

- ليلى العثمان: من أشهر الكاتبات والصحافيات في الكويت. ألفت عددًا من المجموعات القصصية والروايات التي تتناول موضوعات تتحدى الأعراف التقليدية، وقد واجهت مقاومة من التيارات المحافظة.[84]
- انتصار سالم العلي، (1964 -) رائدة أعمال ومؤلفة وناشرة ومنتجة أفلام وكاتبة عمود، رئيسة هيئة تحرير دار لولوه للنشر (lulua) ورئيسة مبادرة النوير للإيجابية ثريا الباقسامي: فنانة تشكيلية ورسامة وكاتبة معروفة عالميًا. وهي كويتية من أصول إيرانية.
- شروق أمين: فنانة تشكيلية معاصرة، تشتهر بأعمالها الجريئة التي تسعى إلى تحدي التصورات الاجتماعية في الخليج.

- فاطمة القديري: فنانة وموسيقية وملحنة، وعضوة في فرقة «Future Brown»، تستلهم أعمالها من تجربة حرب الخليج. وهي ابنة الفنانة ثريا البقصمي.
- منيرة القديري، دكتوراه: فنانة تشكيلية ومصممة ونحاتة وصانعة أفلام معروفة عالميًا، تقدم أعمالًا تجريبية وجريئة في فنون الوسائط المتعددة.وهي أيضًا ابنة ثريا البقصمي.
- نادية أحمد: صحافية وكاتبة ومنتجة، وكاتبة المسلسل الشهير على نتفليكس «التبادل» الذي يتناول قصة أول نساء اخترقن عالم البورصة الكويتية الذي كان يهيمن عليه الرجال. نادية ناشطة نسوية وتعمل في مجال تطوير المجتمع المدني في لبنان، وهي ابنة فريحة الصقعبي. أمل العوضي: (1989 -) إعلامية وممثلة بارزة.(alnowair)

### في العلم والتكنولوجيا
سارة أكبر: أول مهندسة بترول كويتية في هذا المجال. تنتمي إلى أصول إيرانية. خلال الغزو العراقي للكويت، قادت فريقًا من موظفي النفط لصيانة المعدات وتوفير الكهرباء، وبعد انسحاب القوات العراقية التي أحرقت عدة حقول نفطية، شكلت فريقًا للسيطرة على الحرائق وإخمادها، ما أكسبها لقب «رجل الإطفاء».
- نورية السداني: كاتبة ومؤرخة ومذيعة ومخرجة كويتية، أسست أول منظمة نسائية في الكويت. في عام 1971، تقدمت باقتراح إلى مجلس الأمة يمنح المرأة الحقوق السياسية. خلال الغزو العراقي للكويت، عملت في مجال العمل الخيري وساهمت في تعبئة الجالية الكويتية في الخارج، وعند عودتها أعدت سلسلة إذاعية تتناول سير جميع الشهيدات اللواتي استشهدن أثناء الغزو.
- أسرار القبندي: إحدى شهيدات الغزو العراقي للكويت. خلال فترة الاحتلال، ساعدت في تهريب الأشخاص، وأدخلت الأسلحة والأموال إلى الكويت، كما قامت بتهريب أقراص من وزارة الإعلام إلى أماكن آمنة، واعتنت بالعديد من الجرحى، ودمرت أجهزة المراقبة التي كان يستخدمها الجيش العراقي. تم اعتقالها وقتلها من قبل القوات العراقية في يناير 1991

- رشا الرومي
- ريهام الغانم
- سعاد الحميضي

- شيخة البحر

- فاتن النقيب
- مها الغنيم

- نادية السقاف (إعلامية)
- نجود بودي
- أماني بورسلي
- أماني بوقماز
- أمثال الحويلة

- رنا الفارس

- مريم العقيل
- موضي الحمود

- نورة الفصام
- نورة المشعان
- نورية الصبيح

- هدى الشايجي
- هند الصبيح
- أسيل العوضيأمثال الحويلة

- إقبال الأحمد

- ابتهال الخطيب

- جنان بوشهري

- ذكرى الرشيدي

- رنا الفارس

- سلوى الجسار

- صفاء الهاشم

- طيبة الإبراهيم

- عالية الخالد

- غدير أسيري

- مريم العقيل

- نورة الفصام
- نورة المشعان

## دور المسرح
شارك المسرح المرتجل في تلك المبكرة في الدعوى إلى تعليم الفتاة وضرورة استشارتها قبل الزواج، وضرورة تعرفها إلى خاطبها قبل الاقتران به.

## طالع أيضًا
- حق التصويت للمرأة في الكويت
- المرأة في الوطن العربي